# La Flèche Wallonne
La Flèche Wallonne er et cykelløb, og betyder direkte oversat Den vallonske pil. Det er en del af Pro Touren – selvom det tidligere ikke var en del af World Cup'en. Løbet startede 1936, hvor det var en del af Ardenner-weekenden.
Løbet har haft forskellige startbyer, men Charleroi har de senere år været startbyen for Flèche Wallonne. Løbet slutter (efter 1983) på stigningen i Huy (kendt som Mur de Huy), som har givet bjergspecialisterne en god chance for at tage sejren i Flèche Wallonne. Netop i 1983 vandt den femdobbelte Tour de France vinder Bernard Hinault på denne nye slutning. Slutningen på Flèche Wallonne var – ifølge løbsledelsen – tiltænkt den wallonske helt, Claude Criquielion. Han vandt da også i 1985.
Flèche Wallonne er et perfekt løb til etapeløbsryttere. Løbet har da også haft nogle "store" vinder; Eddy Merckx (1967, 1970 og 1972), Bernard Hinault (1979 og 1983), Moreno Argentin (1990, 1991 og 1994), Laurent Jalabert (1995 og 1997), Lance Armstrong (1996) og Alejandro Valverde (2006, 2014, 2015, 2016 og 2017).
Løbet har også haft sine danske vindere; Kim Andersen vandt Flèche Wallonne i 1984, og i 1998 kom Bo Hamburger øverst på podiet.

## Vindere
| År                                          | Vinder                | Toer                     | Treer                |
| ------------------------------------------- | --------------------- | ------------------------ | -------------------- |
| 1936                                        | Philippe De Meersman  | Alphonse Verniers        | Camille Michielsen   |
| 1937                                        | Adolf Braeckeveldt    | Marcel Kint              | Albert Perikel       |
| 1938                                        | Émile Masson junior   | Sylvère Maes             | Cyrille Dubois       |
| 1939                                        | Edmond Delathouwer    | Huub Sijen               | Albert Perikel       |
| 1940 ikke arrangeret grundet 2. verdenskrig |                       |                          |                      |
| 1941                                        | Sylvain Grysolle      | Gustave Van Overloop     | Jacques Geus         |
| 1942                                        | Karel Thijs           | Frans Bonduel            | Jacques Geus         |
| 1943                                        | Marcel Kint           | Georges Claes            | Désiré Keteleer      |
| 1944                                        | Marcel Kint           | Alberic Schotte          | Marcel Quertinmont   |
| 1945                                        | Marcel Kint           | Lucien Vlaemynck         | André Maelbrancke    |
| 1946                                        | Désiré Keteleer       | René Walschot            | Edward Van Dijck     |
| 1947                                        | Ernest Sterckx        | Maurice Desimpelaere     | Gustave Van Overloop |
| 1948                                        | Fermo Camellini       | Alberic Schotte          | Camille Beeckman     |
| 1949                                        | Rik Van Steenbergen   | Edward Peeters           | Fausto Coppi         |
| 1950                                        | Fausto Coppi          | Raymond Impanis          | Jan Storms           |
| 1951                                        | Ferdinand Kübler      | Gino Bartali             | Jean Robic           |
| 1952                                        | Ferdinand Kübler      | Stan Ockers              | Raymond Impanis      |
| 1953                                        | Stan Ockers           | Ferdinand Kübler         | Loretto Petrucci     |
| 1954                                        | Germain Derycke       | Ferdinand Kübler         | Jan De Valck         |
| 1955                                        | Stan Ockers           | Alfons Van den Brande    | Stanislas Bober      |
| 1956                                        | Richard Van Genechten | Sante Ranucci            | André Vlayen         |
| 1957                                        | Raymond Impanis       | René Privat              | Victor Wartel        |
| 1958                                        | Rik Van Steenbergen   | Jef Planckaert           | Pierre Everaert      |
| 1959                                        | Jos Hoevenaars        | Marcel Janssens          | Frans Schoubben      |
| 1960                                        | Pino Cerami           | Pierre Beuffeuil         | Constant Goossens    |
| 1961                                        | Willy Vannitsen       | Jean Graczyk             | Frans Aerenhouts     |
| 1962                                        | Henri De Wolf         | Pino Cerami              | Hennes Junkermann    |
| 1963                                        | Raymond Poulidor      | Jan Janssen              | Peter Post           |
| 1964                                        | Gilbert Desmet        | Jan Janssen              | Peter Post           |
| 1965                                        | Roberto Poggiali      | Felice Gimondi           | Tom Simpson          |
| 1966                                        | Michele Dancelli      | Lucien Aimar             | Rudi Altig           |
| 1967                                        | Eddy Merckx           | Peter Post               | Willy Bocklant       |
| 1968                                        | Rik Van Looy          | José Samyn               | Jan Janssen          |
| 1969                                        | Jos Huysmans          | Eric De Vlaeminck        | Eric Leman           |
| 1970                                        | Eddy Merckx           | Georges Pintens          | Eric De Vlaeminck    |
| 1971                                        | Roger De Vlaeminck    | Frans Verbeeck           | Jos Deschoenmaecker  |
| 1972                                        | Eddy Merckx           | Raymond Poulidor         | Willy Van Neste      |
| 1973                                        | André Dierickx        | Eddy Merckx              | Frans Verbeeck       |
| 1974                                        | Frans Verbeeck        | Roger De Vlaeminck       | Walter Godefroot     |
| 1975                                        | André Dierickx        | Frans Verbeeck           | Eddy Merckx          |
| 1976                                        | Joop Zoetemelk        | Frans Verbeeck           | Freddy Maertens      |
| 1977                                        | Francesco Moser       | Giuseppe Saronni         | Freddy Maertens      |
| 1978                                        | Michel Laurent        | Gianbattista Baronchelli | Dietrich Thurau      |
| 1979                                        | Bernard Hinault       | Giuseppe Saronni         | Bernt Johansson      |
| 1980                                        | Giuseppe Saronni      | Sven-Åke Nilsson         | Bernard Hinault      |
| 1981                                        | Daniel Willems        | Adrie van der Poel       | Guido Van Calster    |
| 1982                                        | Mario Beccia          | Jostein Wilmann          | Paul Haghedooren     |
| 1983                                        | Bernard Hinault       | René Bittinger           | Hubert Seiz          |
| 1984                                        | Kim Andersen          | William Tackaert         | Heddie Nieuwdorp     |
| 1985                                        | Claude Criquielion    | Moreno Argentin          | Laurent Fignon       |
| 1986                                        | Laurent Fignon        | Jean-Claude Leclercq     | Claude Criquielion   |
| 1987                                        | Jean-Claude Leclercq  | Claude Criquielion       | Rolf Gölz            |
| 1988                                        | Rolf Gölz             | Moreno Argentin          | Steven Rooks         |
| 1989                                        | Claude Criquielion    | Steven Rooks             | Willem Van Eynde     |
| 1990                                        | Moreno Argentin       | Jean-Claude Leclercq     | Gert-Jan Theunisse   |
| 1991                                        | Moreno Argentin       | Claude Criquielion       | Claudio Chiappucci   |
| 1992                                        | Giorgio Furlan        | Gérard Rué               | Davide Cassani       |
| 1993                                        | Maurizio Fondriest    | Gérard Rué               | Claudio Chiappucci   |
| 1994                                        | Moreno Argentin       | Giorgio Furlan           | Jevgenij Bersin      |
| 1995                                        | Laurent Jalabert      | Maurizio Fondriest       | Jevgenij Bersin      |
| 1996                                        | Lance Armstrong       | Didier Rous              | Maurizio Fondriest   |
| 1997                                        | Laurent Jalabert      | Luc Leblanc              | Alex Zülle           |
| 1998                                        | Bo Hamburger          | Frank Vandenbroucke      | Alberto Elli         |
| 1999                                        | Michele Bartoli       | Maarten den Bakker       | Mario Aerts          |
| 2000                                        | Francesco Casagrande  | Rik Verbrugghe           | Laurent Jalabert     |
| 2001                                        | Rik Verbrugghe        | Ivan Basso               | Jörg Jaksche         |
| 2002                                        | Mario Aerts           | Unai Etxebarria          | Michele Bartoli      |
| 2003                                        | Igor Astarloa         | Aitor Osa                | Aleksandr Sjefer     |
| 2004                                        | Davide Rebellin       | Danilo Di Luca           | Matthias Kessler     |
| 2005                                        | Danilo Di Luca        | Kim Kirchen              | Davide Rebellin      |
| 2006                                        | Alejandro Valverde    | Samuel Sánchez           | Karsten Kroon        |
| 2007                                        | Davide Rebellin       | Alejandro Valverde       | Danilo Di Luca       |
| 2008                                        | Kim Kirchen           | Cadel Evans              | Damiano Cunego       |
| 2009                                        | Davide Rebellin       | Andy Schleck             | Damiano Cunego       |
| 2010                                        | Cadel Evans           | Joaquim Rodríguez        | Alberto Contador     |
| 2011                                        | Philippe Gilbert      | Joaquim Rodríguez        | Samuel Sánchez       |
| 2012                                        | Joaquim Rodríguez     | Michael Albasini         | Philippe Gilbert     |
| 2013                                        | Daniel Moreno         | Sergio Henao             | Carlos Betancur      |
| 2014                                        | Alejandro Valverde    | Daniel Martin            | Michał Kwiatkowski   |
| 2015                                        | Alejandro Valverde    | Julian Alaphilippe       | Michael Albasini     |
| 2016                                        | Alejandro Valverde    | Julian Alaphilippe       | Daniel Martin        |
| 2017                                        | Alejandro Valverde    | Daniel Martin            | Dylan Teuns          |
| 2018                                        | Julian Alaphilippe    | Alejandro Valverde       | Jelle Vanendert      |
| 2019                                        | Julian Alaphilippe    | Jakob Fuglsang           | Diego Ulissi         |
| 2020                                        | Marc Hirschi          | Benoît Cosnefroy         | Michael Woods        |
| 2021                                        | Julian Alaphilippe    | Primož Roglič            | Alejandro Valverde   |
| 2022                                        | Dylan Teuns           | Alejandro Valverde       | Aleksandr Vlasov     |
| 2023                                        | Tadej Pogačar         | Mattias Skjelmose        | Mikel Landa          |
| 2024                                        | Stephen Williams      | Kévin Vauquelin          | Maxim Van Gils       |
| 2025                                        |                       |                          |                      |